# 普林斯頓 (伊利諾伊州)
普林斯頓（英語：Princeton）是一個位於美國伊利諾伊州比羅縣的城市。根據2010年美國人口普查，該地人口為7660人，而該地的面積約為20.82平方千米。同時該地也是比羅縣的縣治。

## 地理
普林斯頓的座標為41°22′43″N 89°28′01″W / 41.37861°N 89.46694°W，而該地的平均海拔高度為240米（即780英尺）。

## 交通
美鐵（Amtrak）：普林斯頓站
途徑路線:
 █ 加州和風號
 █ 伊利諾伊和風/卡爾·桑伯格號
 █ 西南酋長號